# 모퉈현

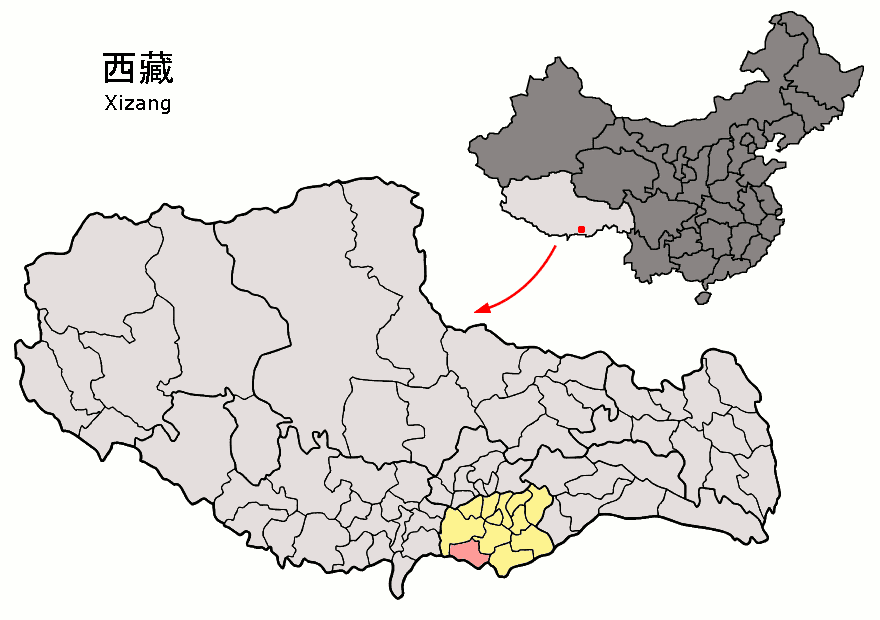
메도그 현의 위치

모퉈현(티베트어: མེ་ཏོག་རྫོང་ 메도그 종, 중국어: 墨脱县, 병음: Mòtuō Xiàn)은 티베트 자치구 닝치 지구의 현급 행정구역이다. 현의 남쪽 부분은 인도가 실효 지배하고 있고 중국과 인도의 국경 분쟁 지역이다. 넓이는 34000km2이고, 인구는 2007년 기준으로 10,000명이다.

## 지리
메도그 현(혹은 메토크 현)은 티베트 자치구의 남동부, 야루짱부 강의 하류에 위치한다. 메도그 현은 또한 페마코로도 부린다. 평균해발고도는 1200m이다. 연평균 기온은 12°C, 연평균 강수량은 2200mm, 무상일수는 330일이다.

## 경제와 자연
농업은 메도그의 주요 산업이다. 쌀, 콩, 면화 등이 풍부하다.
메도그 국립 동물식물보호구가 현 내에 있다. 이곳에는 3000종이 넘는 식물, 42종의 희귀 야생 동물, 1000종이 넘는 곤충들이 국가의 특별 보호 하에 있다.

## 주민
현의 대부분 주민들은 먼바족과 뤄바족이다. 이곳은 페마코로도 불리며 티베트의 성지 중 하나이다. 이곳 사람들은 자신들을 페마코파로 부르며 부탄에서 쓰이는 언어와 유사한 언어를 사용한다. 그들은 티베트 불교의 닝마의 전통을 실행하며 살아가고 있다.

## 행정 구역
1개 진, 7개 향을 관할한다.
- 진: 墨脱镇.
- 향: 甘登乡, 加拉萨乡, 达木珞巴族乡, 帮辛乡, 格当乡, 德兴乡, 背崩乡.